# Julius Schaumberger
Julius Schaumberger (født 29. august 1858 i München, død 15. august 1924 sammesteds) var en tysk dramatiker, forfatter og redaktør.

## Levned og virke

### Journalist, redaktør og forfatter
Efter i 1880'erne at have arbejdet som journalist i Paris, Wien og Zürich vendte Schaumberger hjem til sin fødeby München, hvor han i 1888-1889 var redaktør af Münchner Theater-Journal og i 1889-1890 udgiver af ugeskriftet Münchner Kunst. Senere, i 1896, var han desuden redaktør af teaterugeskriftet Mephisto.
Som forfatter debuterede han i 1889 med Theater-Noveletten, et lille bind skitser med motiver fra kunstnerlivet i München.

### Die Gesellschaft (1890-1893)
18. december 1890 var Julius Schaumberger en af medstifterne af foreningen Gesellschaft für modernes Leben, hvis medlemmer var en kreds af nogle af de mest toneangivende moderne ånder i München, bl.a. Otto Julius Bierbaum (1865-1910), Oskar Panizza (1853-1921), Detlev von Liliencron (1844-1909) og Hanns von Gumppenberg (1866-1928).
Foreningens erklærede formål var "Pflege und Verbreitung modernen schöpferischen Geistes auf allen Gebieten: Soziales Leben, Literatur, Kunst und Wissenschaft" ("pleje og udbredelse af den moderne skabende ånd inden for alle områder: det sociale liv, litteratur, kunst og videnskab").
Konkret bestod foreningens virke i foredrag, oplæsninger, udgivelser og foranstaltning af private opførelser af moderne dramatik, som dermed ikke kunne underlægges de konservative München-myndigheders dengang meget vidtgående censur. En kort tid, fra marts til december 1891, udgav foreningen også sit eget ugetidsskrift med titlen Moderne Blätter, som Schaumberger redigerede.
Foreningen eksisterede frem til 20. februar 1893, hvor den opløstes på grund af interne stridigheder, men var trods sin korte levetid en betydelig eksponent for dannelsen af et moderne kulturliv i München.

### Teatermennesket
Schaumbergers indsats i den kulturkamp, som foreningen slog til lyd for, var hovedsagelig teatermæssig. For henved 1000 tilhørere holdt han i Allgemeinen Arbeiter Lese-Verein d. 18. februar 1891 et foredrag om "Die Volksbühne und das moderne Drama".
Som dramatiker debuterede han med den lille enakter Ein pietätloser Mensch ("Et pietetsløst menneske"), som havde premiere på Königliches Residenz-Theater i München 20. juni 1893. En anden enakter, Die Sünde wider den heiligen Geist ("Synden mod Helligånden"), blev givet som åbningsforestilling d. 26. september 1896, da det nybyggede Deutsches Theater i München indviedes.
Alt i alt skrev Schaumberger en halv snes dramatiske arbejder, hvoraf de to i samarbejde med Ernst Welisch (1875-1941) og Erich Ziegel (1876-1950).

### Efter 1900
Senere i livet virkede Schaumberger som dramaturg ved Deutsches Schauspielhaus i Berlin.
Sammen med Hanns von Gumppenberg leverede han bidrag til det af Ernst von Wolzogen i 1901 åbnede cabaret-teater Buntes Theater på Alexanderplatz i Berlin.
Intet af, hvad Julius Schaumberger skrev, er endnu oversat til noget nordisk sprog.

### Noveller
- Theater-Noveletten. Ernste und heitere Skizzen aus dem Künstlerleben. J. Lindauer, München 1889. 47 S.
- Hell oder Dunkel? Ernste und heitere Geschichten und Gestalten aus dem Münchner Kaffeehausleben. Mit einem Anhang: Aus dem Rathskeller. Ernst Scherzer, München, 1892. 74 S.

### Dramatik
- Künstler-Dramen, bd. 1: Die Freude, Drama in 3 Akten. Ein pietätloser Mensch, Drama in einem Akt. E. Albert & Co. München, 1893. 120 S.
- Künstler-Dramen, bd. 2: Die neue Ehe, Drama in 4 Akten. E. Albert & Co. München, 1894. 90 S.
- Bella. Drama in drei Akten. Brakl's Rubinverlag 33. München, 1895. 64 S.
- Der Ernst des Lebens. Schauspiel in 3 Akten. Brakl's Rubinverlag 35. München, 1895. 76 S.
- Die Sünde wider den heiligen Geist. Drama in 1 Akt. Meßthaler's Sammlung moderner Dramen (No 1). München, 1895. 28 S.
- Die ehrbare Frau. Schauspiel in drei Akten von Julius Schaumberger und Ernst Welisch. Franz Josef Brakl, Rubinbibliothek (Nr. 129). München, 1898. 104 S.
- Ein reiner Adelsmensch. Komödie in drei Akten von Erich Ziegel und Julius Schaumberger. E.W. Bonsel, Buch-Verlag. München-Schwabing, 1906. 119 S.

### Sagprosa
- Die Volksbühne und das moderne Drama. Münchener Flugschriften. 1. Serie, H.4. München, 1891
- Konrad Dreher's Schliersee'r Bauerntheater. Ein Zeit-und Zukunftsbild. E. Albert & Co. München, 1893. 70 S.

### Bidrag til antologier
- Sommerfest. Ein moderner Musen-Almanach. Münchener Kunst und Verlags-Anstalt Dr. E. Albert. München, 1891. – Mit Originalbeiträgen von Hermann Bahr, Otto Julius Bierbaum, Julius Brand, Michael Georg Conrad, Marie Conrad-Ramlo, Anna Croissant-Rust, Gustav Falke, Hans von Gumppenberg, Otto Erich Hartleben, Hermann Heiberg, Franz Held, Karl Henckell, Arno Holz, Iven Kruse, Detlev von Liliencron, John Henry Mackay, Oskar Panizza, Ludwig Scharf, Georg Schaumberg, Julius Schaumberger, Joh. Schlaf, Prinz Emil zu Schönaich-Carolath, R. Freih. v. Seydlitz, Maurice von Stern, Frank Wedekind.
- Modernes Leben. Ein Sammelbuch der Münchner Modernen. Münchner Handelsdruckerei & Verlagsanstalt Poeßl. München 1891. 173 S. – Motto: "Jeder nach seiner Art". – Mit Beiträgen von Otto Julius Bierbaum, Julius Brand, Michael Georg Conrad, Anna Croissant-Rust, Hanns von Gumppenberg, Oskar Panizza, Ludwig Scharf, Georg Schaumberg, Julius Schaumberger, R. v. Seydlitz, Frank Wedekind.
- Gegen Prüderie und Lüge. Herausgeber: Gesellschaft für modernes Leben. M. Ernst, München 1892. 48 S. – Beiträge von Oskar Panizza, Maurice von Stern, Otto Julius Bierbaum und Julius Schaumberger.
- Moderner Musen-Almanach auf das Jahr 1893. Herausgegeben von Otto Julius Bierbaum. Ein Sammelbuch deutscher Kunst. Druck und Verlag von Dr. E. Albert & Co., München [1892]. 403 S. – Beiträge von Conrad Alberti, Wilhelm Arent, Hermann Bahr, Max Bernstein, Otto J. Bierbaum, Carl Bleibtreu, Julius Brand, Carl Busse, Michael G. Conrad, Anna Croissant-Rust, Max Dauthendey, Richard Dehmel, Felix Dörmann, Otto Ernst, Franz Evers, Gustav Falke, Hans Fischer, Cäsar Flaischlen, Marie Eugenie delle Grazie, Hanns von Gumppenberg, Max Halbe, Otto E. Hartleben, Hermann Heiberg, Ernst Heilborn, Franz Held, Karl Henckell, Peter Hille, Max Hoffmann, Arno Holz, Ludwig Jacobowski, Maria Janitschek, Timm Kröger, Hedwig Lachmann, Hans Land, Detlev von Liliencron, Rudolf Lothar, John H. Mackay, L.H.Mann, Georg von Ompteda, Oskar Panizza, Ernst Rosmer, Ludwig Scharf, Georg Schaumberg, Julius Schaumberger, Paul Scheerbart, Käthe Schirmacher, Johannes Schlaf, Robert Seidel, Maurice von Stern, Bertha von Suttner, Heinz Tovote, Kory Towska, Wilhelm Weigand, Bruno Wille, Alois Wohlmuth, Ernst von Wolzogen und Ernst Ziel.
- Moderner Musen-Almanach auf das Jahr 1894. Herausgegeben von Otto Julius Bierbaum. Ein Jahrbuch deutscher Kunst. Zweiter Jahrgang. Dr. E. Albert & Co., München, [1893]. – Beiträge von Herman Bahr, Otto Julius Bierbaum, Karl Bleibtreu, Anne Croissant-Rust, Max Dauthendey, Richard Dehmel, Felix Dörmann, Franz Evers, Gustav Falke, Hans Fischer, Cäsar Flaischlen, Marie Eugenie delle Grazie, Ola Hansson, Heinrich Hart, Julius Hart, Otto Erich Hartleben, Franz Held, Karl Henckell, Max Hoffmann, Ludwig Jakobowsky, Maria Janitschek, Carl Korn, Hans Kraemer, Hedwig Lachmann, Detlev von Liliencron, Anton Lindner, Loris [Hugo von Hofmannsthal], Ottokar Stauff von der March, Oskar Panizza, Julius Petri, Hermine von Preuschen-Telmann, Stanislaw Przybyschewski, Ernst Rosmer [Elsa Bernstein], Ludwig Scharf, Richard Schaukal, Julius Schaumberger, Johannes Schlaf, Arthur Schnitzler, Maurice von Stern, Heinz Tovote, Frank Wedekind, Wilhelm Weigand, Bruno Wille, Ernst Ziel.

### Utrykt
- Breve til bl.a. Otto Julius Bierbaum, Michael Georg Conrad, Hanns von Gumppenberg og Max Halbe i Monacensia, Münchner Stadtbibliothek
- Breve til Hermann Bahr i Österreichischen Theatermuseum